# Nanny Westerlund
Nanny Rosalie Westerlund-Serlachius, född Westerlund 29 april 1895 i Kimito, Finland, död 10 februari 1989 i Åggelby, Finland, var en finlandssvensk skådespelare.

## Biografi
Nanny Westerlund var yngst av nio syskon. Familjen flyttade år 1900 från Kimito i Åboland till Lappvik i Västnyland, där hon växte upp. Hon gillade att spela teater redan som barn, exempelvis fick hon uppträda på folkskolans julfest före skolåldern. Efter folkskolan var hon mellan 1907 och 1910 elev vid Hangö samskola cirka 20 kilometer från Lappvik. Hon studerade därefter vid Svenska Teaterns elevskola i Helsingfors 1910–1912. Efter studierna var hon engagerad vid Svenska Teatern i 70 år. Allt som allt varade hennes skådespelarkarriär i 78 år. Hon scendebuterade vid femton års ålder i Alexander Slottes skådespel Den stora islossningen som kom att följas av ett otal scenroller. Under sina första tio år på Svenska Teatern spelade hon 75 roller. Repertoaren spände över en vid skala, från lyriska roller till dramatiska roller.
Westerlund filmdebuterade 1917 i Konrad Tallroths film Vem sköt?. Hon kom sedermera att medverka i åtta filmproduktioner.
Westerlund gifte sig med hamnkaptenen Jarl Serlachius 1918 och fick en dotter 1923. Under hela hennes liv hade barndomsbygden Lappvik en speciell plats i hennes hjärta och hon tillbringade alla sina semestrar där, men var i mer än 40 år fast bosatt på Månsas gård i Åggelby.
Vid sidan av sin skådespelarkarriär verkade hon tidvis som regissör (bl.a. på Drottningholmsteatern i Sverige), författare, pjäsförfattare och ordförande för finlandssvenska Kammarteatern. Westerlund undervisade även en tid vid Teaterskolan i Helsingfors.

## Utmärkelser
För bästa kvinnliga skådespelare i En okänd vän fick Nanny Westerlund motta Jussistatyetten 1978. Hon tilldelades Pro Finlandia-medaljen 1955.

## Filmografi
- 1988 - Tjurens år (TV-film)
- 1987 - Den förtrollade vägen (TV-film)
- 1984 - Angelas krig
- 1978 – Det tredje offret
- 1967 - Nog minns vi dig (TV-film)
- 1962 - Staden (TV-film)
- 1929 - Högsta vinsten
- 1917 - Vem sköt? (Svensk film)

## Teater

### Roller (ej komplett)
| År   | Roll               | Produktion                                                                           | Regi            | Teater                       |
| ---- | ------------------ | ------------------------------------------------------------------------------------ | --------------- | ---------------------------- |
| 1916 | Hedvig             | Vildanden Henrik Ibsen                                                               |                 | Svenska Teatern, Helsingfors |
| 1916 | Magda              | Halta Lena och Vindögda Per Ernst Fastbom                                            |                 | Svenska Teatern, Helsingfors |
| 1916 | Sári               | Violinkungen (Der Zigeunerprimas) Emmerich Kálmán, Fritz Grünbaum och Julius Wilhelm | Arthur Rehn     | Svenska Teatern, Helsingfors |
| 1917 | Hannerl Tschöll    | Jungfruburen (Das Dreimäderlhaus) Alfred Maria Willner och Heinz Reichert            |                 | Svenska Teatern, Helsingfors |
| 1928 | Lucie              | Världens vackraste ögon (Les plus beaux yeux du monde) Jean Sarment                  | Kurt Nordfors   | Svenska Teatern, Helsingfors |
| 1929 | Polly              | Tiggaroperan (Die Dreigroschenoper) Bertolt Brecht och Kurt Weill                    | Nicken Rönngren | Svenska Teatern, Helsingfors |
| 1938 | Catherine Hübscher | Madame Sans-Gêne Victorien Sardou och Émile Moreau                                   | Mia Backman     | Svenska Teatern, Helsingfors |
| 1979 |                    | Arsenik och gamla spetsar (Arsenic and Old Lace) Joseph Kesselring                   | Lars Svedberg   | Svenska Teatern, Helsingfors |

### Regi (ej komplett)
| År   | Produktion           | Upphovsmän                              | Teater        |
| ---- | -------------------- | --------------------------------------- | ------------- |
| 1936 | En fattig upplevelse | Nanny Westerlund                        | Vasa Teater   |
| 1957 | Janus                | Carolyn Green Översättning Stig Ahlgren | Lilla Teatern |